# 諾頓防毒
諾頓防毒（英語：Norton AntiVirus, NAV）是Gen Digital公司個人信息安全產品之一，亦是一個廣泛被應用的反病毒程序。該項產品發展至今，除了原有的防毒外，還有防間諜等網路安全風險的功能。
諾頓防毒除了是一個獨立銷售的產品外，亦是諾頓網絡安全大師和諾頓電腦大師的一部份。賽門鐵克另外還有一種專供企業使用的版本－Symantec Endpoint Protection。

## 基本防護

### 病毒定義
病毒定義是用來幫組諾頓防病毒識別更多電腦病毒的修補程式檔案，用戶需不斷地進行升級以加強病毒防護，識別更多的電腦病毒。賽門鐵克升級伺服器一般更新頻率為每天一次，遇到新病毒被截獲時會增加升級頻率。該檔案由賽門鐵克全球病毒監控中心在截獲新病毒之後第一時間內上傳給賽門鐵克病毒定義製作中心，然後由賽門鐵克全球病毒監控體系在所有賽門鐵克升級伺服器上發布，可供用戶自己下載升級，也可以通過Live Update自動升級程序獲取所有適用其產品的所有更新。

### 防火牆
NIS的防火牆為雙向防火牆，並可將電腦從網路當中隱藏。

## 競爭
在美國，諾頓防毒是市占率最高的防毒軟體，而與之競爭的McAfee、Trend Micro分占第二、三名位置。而在臺灣及中國大陸，其最強大的對手為卡巴斯基。

## 優點與缺點
1. 強調將電腦防護的決定權回歸給防毒軟體，減少視窗彈跳，背景自行作業，適合電腦程度普通的使用者。
2. 2005到2006年，當Norton在後台運行時，會占用大量系統資源，使系統速度變慢。但在Norton2007改寫程序代碼，改善舊有產品耗資源詬病，拖慢系統的問題已經不復存在，2008年開始將效能與速度做為主打。2009更以1（安裝只要1分鐘）:10（開機10秒內啟動）:100（程式大小100M以內）做為口號，並以Streaming definitions串流更新技術（即時更新，每5-15分鐘即時背景更新病毒資料庫）取代過去三到七天更新一次，號稱目前市售最快、最能迅速反應疫情的防毒軟體。

## 發行歷史
| 顏色 | 意思               |
| ---- | ------------------ |
| 紅色 | 舊版本；已停止支援 |
| 黃色 | 舊版本；仍提供支援 |
| 綠色 | 現時版本           |
| 藍色 | 未來版本           |

| 版本編號 | 軟體名稱              | 英文版本上市日期 | 中文版本上市日期 |
| -------- | --------------------- | ---------------- | ---------------- |
| 4.0      | Norton AntiVirus 4    | -                | -                |
| 5.0      | Norton AntiVirus 5    | -                | -                |
| 6.0      | Norton AntiVirus 2000 | -                | -                |
| 未知     | Norton AntiVirus 2001 | -                | -                |
| 未知     | Norton AntiVirus 2002 | -                | -                |
| 未知     | Norton AntiVirus 2003 | -                | -                |
| 未知     | Norton AntiVirus 2004 | -                | -                |
| 10.0     | Norton AntiVirus 2005 | -                | -                |
| 12.0     | Norton AntiVirus 2006 | 2005年10月       | -                |
| 14.0     | Norton AntiVirus 2007 | 2006年9月        | -                |
| 15.0     | Norton AntiVirus 2008 | 2007年8月        | -                |
| 16.0     | Norton AntiVirus 2009 | 2008年9月        | -                |
| 17.5     | Norton AntiVirus 2010 | 2009年9月        | -                |
| 18.1     | Norton AntiVirus 2011 | 2010年9月        | -                |
| 19.2     | Norton AntiVirus 2012 | 2011年9月        | -                |
| 20.0     | Norton AntiVirus 2013 | -                | -                |

## 外部連結
- 諾頓防毒 (臺灣)（页面存档备份，存于）
- 諾頓防毒 (香港)（页面存档备份，存于）
- 諾頓防毒 (中國)（页面存档备份，存于）